# Saint-Gervais, Isère
Saint-Gervais là một xã của tỉnh Isère, thuộc vùng Rhône-Alpes, đông nam nước Pháp.